# Yair Lapid
Yair Lapid (em hebraico:יאיר לפיד; nasceu em 5 de novembro de 1963, Tel Aviv) é um político, jornalista, ator e escritor israelense que serviu como Primeiro-ministro de Israel de julho a dezembro de 2022. Ele é o filho do político Tommy Lapid e da escritora Shulamit Lapid. Em junho de 2021, ele assumiu a posição de Primeiro-ministro Alternativo numa coalizão com Naftali Bennett, o substituindo no cargo em 2022 e atualmente é o Presidente da Oposição no Knesset.
Ele é o fundador e líder do partido político Yesh Atid que apareceu pela primeira vez nas Eleições israelenses de 2013 onde ficou em segundo lugar atrás apenas do partido Likud do primeiro-ministro Benjamin Netanyahu.
Tornou-se primeiro-ministro de Israel em 1.º de julho de 2022, depois que Bennett anunciou que pediria uma votação para dissolver o Knesset e que deixaria o cargo de primeiro-ministro logo após a votação, permanecendo no cargo até as eleições de 2022 e atualmente é o Presidente da Oposição no Knesset ao Trigésimo sétimo governo Israelense.

## Carreira no jornalismo e na televisão

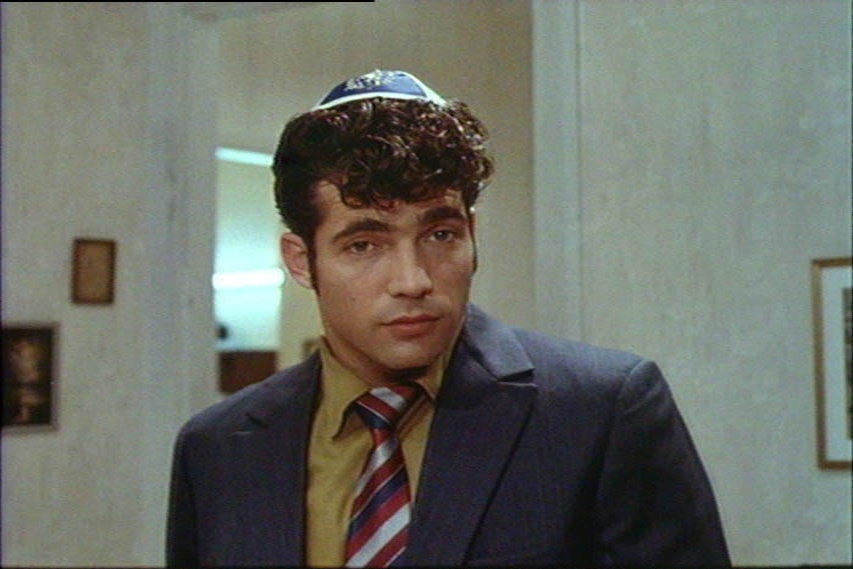
Yair Lapid em uma cena do filme Me'ever Layam em 1991.

Lapid começou sua carreira jornalística como correspondente  militar para o Exército israelense de "Ba-Maané" (significa "Em campo"). Ele também escreveu para o jornal do governo "Maariv". Em 1988, foi nomeado diretor do jornal local em Tel Aviv, publicado pelo grupo Yedioth Ahronoth. Em 1991 ele começou a tratar uma coluna semanal de fim de semana antes do Maariv e depois mais tarde foi para Yedioth Ahronoth. O título do livro ("Onde está o dinheiro?"), em seguida, tornou-se o slogan de sua campanha.
Em 1994 começa a participar de um talk-show no primeiro canal de televisão israelense, que vai ao ar toda sexta-feira. Também em 1994, desempenhou um papel no filme israelense The Song of the Siren. Ele já publicou sete livros e escreveu e uma série de televisão chamado War Room transmitido no segundo canal em 2004.

## Carreira política
Em 8 de janeiro, 2012 Lapid anuncia sua intenção de abandonar a carreira de jornalista para se dedicar à política. Em 30 de abril de 2012, Lapid fundou oficialmente seu partido, o "Yesh Atid" (em hebraico: יֵשׁ עָתִיד, significa "Há futuro"). Em 18 de março de 2013, Lapid foi nomeado  Ministro das Finanças pelo governo de Benjamin Netanyahu.

## Homenagens
Em maio de 2013, Lapid ficou em primeiro lugar na lista dos "judeus Mais Influentes do Mundo" pelo jornal israelense The Jerusalem Post.

## Nota
- Este artigo foi inicialmente traduzido, total ou parcialmente, do artigo da Wikipédia em italiano cujo título é «Yair Lapid».